# António Cardoso Caldas Machado

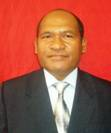
António Cardoso Caldas Machado

António Cardoso Caldas Machado (* 3. April 1958 in Ossu, Portugiesisch-Timor) ist ein Politiker aus Osttimor. Er ist Mitglied der FRETILIN.
Die indonesische Besatzungszeit (1975–1999) verbrachte Machado in seiner Heimat Viqueque.
Machado hat ein Englischstudium absolviert und war Dozent an der Universidade Nasionál Timór Lorosa'e (UNTL). Von 2001 bis 2012 war er Abgeordneter im Nationalparlament Osttimors und in der 2. Legislaturperiode Präsident der Kommission für Jugend, Sport, Arbeit und Ausbildung (Kommission H).
Später war Machado Rektor der Universidade de Díli (UNDIL). Von 2012 bis 2017 war Machado Mitglied des Staatsrats.